# Miguel Ángel Garrido Gallardo
Miguel Ángel Garrido Gallardo (Lubrín, Almería, 7 de septiembre de 1945) es un filólogo y semiólogo español. Ha sido catedrático de Gramática General y Crítica Literaria de la Universidad de Sevilla y posteriormente profesor de Investigación del Instituto de la Lengua Española (ILE) del Consejo Superior de Investigaciones Científicas (CSIC), en Madrid. Durante treinta y cinco años ha impartido también la materia de Teoría del Lenguaje Literario en la Universidad Complutense.

## Trayectoria académica
Conocido principalmente por su contribución al progreso de las investigaciones semióticas en el ámbito de la Filología Hispánica, ha sido el promotor del Congreso Internacional sobre Semiótica e Hispanismo, de Madrid (1983), primer Presidente de la Asociación Española de Semiótica (1983-1985), miembro del comité ejecutivo de la International Association for Semiotic Studies (1983-1998), vocal asesor para Humanidades y Ciencias Sociales de la presidencia del CSIC (1996-2000) miembro del Comité de Expertos de la Enciclopedia Italiana (1999-2001), Delegado de la Union Académique Internationale (1999-2005), Presidente de la Asociación Española de Teoría de la Literatura (2001-2005), Promotor del Instituto de la Lengua Española, del CSIC (2001-2002), director del Programa de Alta Especialización en Filología Hispánica y de la Cátedra Dámaso Alonso de cooperación con universidades americanas (2000-2012). Ha enseñado cursos regulares en las universidades de Sevilla, Navarra y Complutense de Madrid (35 años) y también ha dictado conferencias, seminarios o cursos de doctorado en otras universidades de 25 países y 4 continentes. Profesor honorario de la Universidad del Pacífico (Lima) y doctor honoris causa de la Universidad Camilo José Cela (Madrid). 
Director durante 30 años de Revista de Literatura del CSIC (1980-2010)  y, una década más, editor de Nueva Revista de Política, Cultura y Arte (2010-2021), así como directivo de otras 25 publicaciones españolas e internacionales, es autor también de una copiosa bibliografía acerca de la teoría del lenguaje y de la lengua española, su literatura y su cultura.
Tras su jubilación, es Director del Diccionario Español de Términos Literarios Internacionales y de la División de Cultura de la Fundación Obra Pía de los Pizarro.
Es académico correspondiente de la Academia Argentina de Letras, de la Academia Chilena de la Lengua y de la Academia Nacional de Letras del Uruguay.
Ha recibido, entre otras distinciones, el premio Antonio de Nebrija (F. Cultura Viva, 2011), el premio Julián Marías de investigación en Ciencias Humanas y Sociales (2012), el premio Castelar (2013) y el Premio Internacional Menéndez Pelayo (2016). Es hijo adoptivo de la localidad de Los Santos de Maimona, en la provincia de Badajoz.

## Libros
- Crítica Literaria: La doctrina de Lucien Goldmann, Madrid, Rialp, 1973, 1996 (2ª ed.).
- Novela y Ensayo Contemporáneos, Madrid, La Muralla, 1975.
- Introducción a la Teoría de la Literatura , Madrid, SGEL, 1975.
- Literatura y Sociedad en la España de Franco, Madrid, Prensa Española, 1976.
- Estudios de Semiótica literaria, Madrid, CSIC, 1982
- Teoría Semiótica: lenguajes y textos hispánicos (Edición de Actas), Madrid, CSIC, 1985.
- Crítica semiológica de textos literarios hispánicos (Edición de Actas), Madrid, CSIC, 1986.
- La crisis de la literariedad (con T.Todorov et alii), Madrid, Taurus, 1987.
- Teoría de los géneros literarios. Estudio Preliminar, compilación de textos y bibliografía, Madrid, Arco/Libros, 1988.
- Índices de "Revista de Literatura" (1-100), Madrid, CSIC, 1990.
- Mil libros de Teoría de la literatura (en colaboración con L. Alburquerque), Madrid, CSIC, 1991.
- La Teoría literaria de György Lukács, Valencia, Amós Belinchón, 1992.
- La Musa de la Retórica. Problemas y métodos de la Ciencia de la Literatura, Madrid, CSIC, 1994.
- La moderna crítica literaria hispánica (Antología de textos), Madrid, Mapfre, 1997.
- Nueva Introducción a La Teoría de la Literatura, Madrid, Síntesis, 2000, 2004 (3ª ed. corregida y aumentada).
- La obra literaria de Josemaría Escrivá, Pamplona, Eunsa, 2002.
- Retóricas españolas del siglo XVI escritas en latín, Madrid, CSIC/F. Hernando Larramendi, 2004. (En CD-ROM).
- Teoría/Crítica. Homenaje a Carmen Bobes (Edic. de Textos en colaboración con E. Frechilla), Madrid, CSIC, 2007.
- El "Quijote" y el pensamiento teórico-literario (Edición de Actas en colaboración con L. Alburquerque), Madrid, CSIC, 2008.
- El lenguaje literario. Vocabulario crítico (Con la colaboración de Lubomir Doležel et alii), Madrid, Síntesis, 2009.
- DETLI. Elenco de términos, Buenos Aires, Union Académique Internationale / Academia Argentina de Letras, 2009.
- "Retórica y periodismo", en C. Martínez Pasamar (ed.), Estrategias argumentativas en el discurso periodístico, Fráncfort, Peter Lang, 2010, 11-29.
- Laicidad y laicismo. Estudio semántico. (Con la colaboración de O. González de Cardedal et alii), Madrid, Rialp, 2011.
- La Biblioteca de Occidente en contexto hispánico (Edición de Actas), Madrid, UNIR ed., 2013.
- El futuro de la literatura y el libro, Lima, Universidad del Pacífico, 2014.
- Diccionario español de Términos Literarios Internacionales 2015 [on line]
- El Arte de hablar en público, de Elio Antonio de Nebrija. Traducción del latín, edición y notas. Madrid, Rialp, 2017.
- Una hoja de ruta. La pretensión cristiana en la época posmoderna, Madrid, Rialp, 2021.